# سیارک ۳۷۷۴
سیارک ۳۷۷۴ (به انگلیسی: 3774 Megumi، نامگذاری:1987YC) سه هزار و هفتصد و هفتاد و چهارمین سیارک کشف شده‌است که در ۲۰ دسامبر ۱۹۸۷ کشف شد.
قدر مطلق سیارک برابر ۱۱٫۳۰ است.